# علینقی مشایخی
علینقی مشایخی (متولد ۱۳۲۷ در خمین) استاد مدیریت دانشگاه صنعتی شریف، دانش‌آموخته دانشگاه ام‌آی‌تی و رئیس انجمن ایرانی پویایی‌شناسی سیستم‌هاست. او در سال ۱۳۷۸ با کمک وزارت صنایع و سازمان برنامه دانشکده مدیریت دانشگاه صنعتی شریف را تأسیس کرد. علینقی مشایخی در حال حاضر موسس موسسه آموزش عالی آزاد آتیه ایرانیان است.

## زندگی
علینقی مشایخی در خمین به دنیا آمد و تا پایه نهم دبیرستان در خمین آموزش دید. سپس، به دلیل علاقه به رشته ریاضی، در ۱۳۴۲ برای تحصیل در سه سال آخر دبیرستان به تهران آمد و در دبیرستان ادیب ادامه تحصیل داد. در ۱۳۴۵ پس از گرفتن دیپلم ریاضی، در دانشگاه صنعتی شریف پذیرفته شد. او در خرداد ۱۳۴۹ در رشته مهندسی مکانیک دوره کارشناسی را به پایان رساند. وی با سه سال کار در این دانشگاه به عنوان دستیار آموزشی، آزمایشگاه ترمودینامیک و انتقال حرارت دانشکده را با نظر استادان آن دوره راه‌اندازی کرد.
مشایخی در سال ۱۳۵۲ برای تحصیل در دوره دکترا در رشته مدیریت به دانشگاه MIT آمریکا رفت و در اردیبهشت ماه ۱۳۵۷ درجه دکترای خود را دریافت نمود و به عنوان دانشیار تحقیقاتی در آن دانشگاه مشغول به کار شد. در آبانماه سال ۱۳۵۷ به اصرار خود از کار درMIT دست کشید و به ایران بازگشت و در دانشگاه صنعتی اصفهان مشغول کار شد. او به اتفاق همکاران خود در آن دانشگاه رشته مهندسی صنایع را در سال ۱۳۵۸ تأسیس نمود. سپس در سال ۱۳۶۱ به اتفاق تعدادی دیگر از همکاران دانشگاهی دوره کارشناسی ارشد در مهندسی سیستم‌های اقتصادی و اجتماعی را برای اولین بار در کشور و در همان دانشگاه پایه‌گذاری نمود. همچنین در سال‌های اول دهه ۱۳۶۰ به عنوان مشاور محمدتقی بانکی، رئیس سازمان برنامه و بودجه دولت میرحسین موسوی در تدوین برنامه اول توسعه جمهوری اسلامی ایران نقش داشت.
وی سپس در سال ۱۳۶۵ به دانشگاه صنعتی شریف در تهران منتقل شد. در سال ۱۳۶۶ برای فرصت مطالعاتی یک ساله به عنوان استاد مدعو به دانشگاه ایلاتی نیویورک در آلبانی رفت. در بازگشت از فرصت مطالعاتی، دوره معادل کارشناسی ارشد مدیریت سیستم‌ها را در دانشکده صنایع طراحی و راه‌اندازی نمود. این دوره بعداً، تبدیل به دوره رسمی کارشناسی ارشد مدیریت سیستم‌وبهره وری در رشته صنایع شد.
مشایخی مؤسسه عالی آموزش و پژوهش در برنامه‌ریزی و توسعه (که بعدها به موسسه عالی آموزش و پژوهش مدیریت و برنامه‌ریزی تبدیل شد) را راه‌اندازی نمود و از ۱۳۶۸ تا ۱۳۷۴ به عنوان رئیس مؤسسه انجام وظیفه نمود. این مؤسسه فعالیت‌های تحقیقاتی مختلفی در زمینه‌های توسعه، انرژی، حمل و نقل، مدیریت و اقتصاد انجام داد. همچنین در مؤسسه انتشار مجله علمی پژوهشی برنامه و توسعه را پایه‌گذاری کرد. همچنین در شهریور ۱۳۸۶ طی حکمی از سوی مهندس نجابت، مدیر عامل پتروشیمی، به مدیریت عامل شرکت راهبران پتروشیمی منصوب شد. او پیشتر عضو هیئت مدیره شرکت کیسون بوده‌است. وی دروسی همچون اصول مدیریت، حسابداری، بودجه ریزی و کنترل، مدیریت استراتژیک، دینامیک سیستم‌های اقتصادی و اجتماعی، دینامیک صنعتی و سازمان‌های یادگیرنده را تدریس می‌کرد.

## برخی از فعالیت‌های علمی و اجرایی[۷][۸]
- رئیس انجمن ایرانی پویایی‌شناسی سیستم‌ها، ۱۳۹۶
- عضو شورای عالی اداری با حکم حسن روحانی[۹] (۱۳۹۶)
- عضو هیئت مؤسس مدرسه عالی مدیریت ایرانیان، (۱۳۸۷ تاکنون)
- بنیانگذار و رئیس کنفرانس بین‌المللی مدیریت در ایران[۱۰] (۱۳۸۲–۱۳۹۷)
- استاد دانشگاه صنعتی شریف (۱۳۷۶–۱۳۹۰)
- عضو هیئت مدیره شرکت کیسون (۱۳۸۵–۱۳۹۰)
- دبیرکل انجمن فارغ التحصیلان دانشگاه صنعتی شریف (۱۳۸۱–۱۳۹۰)
- رئیس و پایه‌گذار دانشکده مدیریت و اقتصاد دانشگاه صنعتی شریف (۱۳۷۸–۱۳۸۲)
- عضو هیئت مدیره سازمان مدیریت صنعتی (۱۳۷۶–۱۳۷۸)
- مشاور شرکت High Performance Systems McKinsey در آمریکا (۱۳۷۵–۱۳۷۷)
- رئیس و پایه‌گذار موسسه عالی پژوهش در برنامه‌ریزی وتوسعه (۱۳۶۸–۱۳۷۴)
- مشاور وزیر نیرو در امور برنامه‌ریزی (۱۳۶۴)
- مشاور وزیر صنایع سنگین در امور طرح و برنامه (۱۳۶۳)
- مشاور وزیر مسکن در امور برنامه‌ریزی (۱۳۶۲)
- سرپرست دانشکده صنایع دانشگاه صنعتی اصفهان (۱۳۶۲–۱۳۶۴)
- مشاور سازمان برنامه و بودجه (۱۳۶۰–۱۳۶۳)
- معاون مالی و اداری دانشگاه صنعتی اصفهان (۱۳۵۸)
- سرپرست گروه مهندسی صنایع دانشکده سیستم‌های تکنولوژی و اجتماعی در دانشگاه صنعتی اصفهان (۱۳۵۸)
- مسئول دانشکده سیستم‌های تکنولوژی و اجتماعی در دانشگاه صنعتی اصفهان (۱۳۵۸)

## آراء و نظرات
مشایخی در زمینه تفکر سیستمی و دینامیک‌های سیستم به تحقیق و تدریس می‌پردازد. مشایخی از منتقدان رشد کمی آموزش عالی در ایران بوده و در این زمینه، گفته‌است:
به نظر می‌رسد منشأ توسعه زیاد دانشگاه‌ها، در همان دانشگاه است. دانشگاه‌های دولتی اصلی رشد نکردند اما پیام نور و آزاد رشد انفجاری داشتند و در واقع ریشه رشد کمی، در این دو دانشگاه است.
در ارتباط با تجربه دانشگاه آزاد اسلامی در جذب دانشجو معتقد است:
دانشگاه آزاد از برخی جهات یک تجربه موفق بود؛ چرا که آموزش عالی عمومی را به‌طور گسترده در اختیار مردم قرار داد. در واقع با تأسیس دانشگاه آزاد مردم به‌طور وسیع تری از General Education (تحصیلات عمومی عالیه) تا سطح فوق دیپلم یا لیساس برخوردار شدند… در عین حال، تجربه دانشگاه آزاد آنجا ناکام بود که بدون در اختیار داشتن امکانات لازم و کادر مجرب مورد نیاز به سمت توسعه دوره‌های تحصیلات تکمیلی رفت. این مشکل به ویژه در هفت، هشت سال اخیر بسیار تشدید شد. به نظر من دانشگاه آزاد در این مسیر، خطا کرد و نه تنها به آموزش عالی کشور خدمت نکرد، بلکه به این نظام صدمه زد. وقتی بدون آموزش کیفی مناسب به افراد مدرک کارشناسی ارشد یا دکترا اعطا شود، هم اعتماد به نفس کاذب به آنها تزریق می‌شود و هم ممکن است این افراد به داخل نظام آموزشی بازگردند و کیفیت آموزش آینده را پایین بیاورند. طبعاً همه دارندگان مدرک دکترای دانشگاه آزاد مشمول این قضاوت نیستند؛ اما به‌طور کلی، کادر دانشگاه آزاد برای تربیت دانشجویان تحصیلات تکمیلی در سطحی به گستردگی فعلی، به اندازه کافی مجرب و مجهز نبود…
او همچنین بیان داشته‌است:
... کمبود کارشناس در اقتصاد آموزش عالی یکی دیگر از مسائلی است که استادان به آن اشاره دارند و در این مسیر، نتایج خوبی مشاهده نمی‌شود. علل بنیادی ناکارآمدی هم این است که دانشگاه پول دیگران را برای دیگران خرج نمی‌کند و مقید به درست مصرف شدن پول نیست.
مشایخی در رابطه با توسعه و پرورش دانشجویان رشته مدیریت در ایران عقیده دارد:
... به دلایل اجتماعی، تاریخی و سیاسی استعدادهای برتر کشور جذب رشته‌های فنی، مهندسی یا پزشکی می‌شوند. برای نمونه رتبه‌های اول کنکور معمولاً رشته‌های مهندسی را انتخاب می‌کنند. البته این حرف به این معنا نیست که رتبه‌های پایین‌تر کم‌استعداد هستند؛ منظور من این است که با ملاک کنکور، رتبه‌های برتر به رشته‌های فنی، مهندسی، معماری و حوزه‌هایی از این دست گرایش دارند. این انتخاب مربوط به امروز و دیروز نیست بلکه یک عقبه تاریخی دارد. رشته‌های مدیریت و اقتصاد نیز رشته‌های پیچیده‌ای هستند و به لحاظ محتوایی می‌طلبد که کسانی جذب آن شوند که دارای استعدادهای بالا و ذهن منسجم و جست‌وجوگری باشند. در آن زمان بررسی‌های ما نشان داد اگر بخواهیم استعدادهای کشور به این رشته‌ها جذب شوند باید این دو رشته در کنار مخازن استعدادی کشور یعنی دانشگاه‌های فنی، مهندسی ایجاد شود…
در زمینه آموزش علوم انسانی در ایران اعتقاد دارد:
... در جامعه ما رشته‌های علوم انسانی و اجتماعی جایگاه خود را پیدا نکرده‌است، در نتیجه شاید تاریخ سیاسی ما موجب این امر شده‌است. تمام جوامعی که رشد و توسعه پیدا کردند، در واقع علوم انسانی و اجتماعی آنها رشد پیدا کرده تا بستر رشد بقیه رشته‌ها فراهم شود. اگر اقتصاد ما درست اداره نشود، مدیریت بخشها و بنگاه‌ها درست اداره نشود خب زمینه کارکردن بهره‌ور نیروهای متخصص فراهم نمی‌شود. در نتیجه مهندسین خوب ما مهاجرت می‌کنند و می‌روند، چرا که در اینجا بستر کار برایشان فراهم نیست. اگر مدیریت دانش در سازمان‌ها خوب انجام نشود این دانش و صاحبان آن فسیل خواهند شد…
مشایخی طی یک سخنرانی در کنفرانس مدیریت فناوری و نوآوری اظهار داشته‌است:
شاخص‌های علم و فناوری کشور نشان می‌دهد که علم و فناوری مطابق هدف‌ها و انتظاراتی که در نقشه جامع علمی تعیین شده‌است پیشرفت نکرده‌است. یکی از دلائل عدم تحقق هدف‌ها نارسایی نقشه جامع به عنوان یک سند راهبردی است… یکی از اشکالات ناشی از عدم پیوند هدف‌ها و راهبردهای نقشه جامع با هدف‌ها، راهبردها و چالش‌های توسعه کشور است. اشکالات دیگر تعداد زیاد اولویت‌ها و راهبردهای تعیین شده در نقشه است.
او سیاست دولت حسن روحانی در اعلام نرخ دلار۴۲۰۰ تومانی را یک تصمیم اشتباه دانسته و گفته افزایش نقدینگی از ۴۹۰ به ۱۸۰۰ هزار میلیارد تومان پیامدهای خطرناکی برای اقتصاد ایران دارد.

## آثار
کتب تألیف شده توسط مشایخی به شرح زیر است:
- پویاشناسی سیستم‌ها-دیدگاه سیستمی، آریانا قلم، ۱۳۹۶[۱۷]
- توسعه ظرفیت یادگیری، چالش مدیران و رهبران، به همراه مصطفی هاشمی‌طبا، دستان، ۱۳۸۹[۱۸]
- توسعه صنعتی، قیمت‌های حسابداری و تورم فعلی، سازمان مدیریت صنعتی، ۱۳۷۴[۱۹]
- چشم‌انداز توسعه اقتصادی ایران بر مبنای نفت، مرکز نشر دانشگاهی، ۱۳۶۳